# Partido Socialista Argentino de Vanguardia
El Partido Socialista Argentino de Vanguardia (PSAV) fue un partido socialista argentino fundado el 1961, a partir de la fractura del Partido Socialista Argentino (PSA). Sus principales referentes fueron David Tieffenberg, Abel Latendorf, Pablo Giussani y Elías Semán. En 1964 se dividió en dos secretarías: la Secretaría Latendorf continuó hasta 1970 con el nombre Partido de la Vanguardia, debido a un fallo judicial que le prohibió utilizar la palabra «socialista»; la Secretaría Tieffenberg continuó hasta 1965, cuando se organizó bajo el nombre de Vanguardia Comunista. 

## Historia
El surgimiento del peronismo en 1945, su triunfo electoral en 1946 y su ilegalización por la dictadura que lo derrocó en 1955 y los gobiernos que la sucedieron, tuvo un fuerte impacto en el Partido Socialista (PSA), como consecuencia de la postura que se debía adoptar frente al peronismo, desde la alianza al enfrentamiento frontal. Ello llevó a múltiples divisiones del PS (PSD, PSA, PSVC, PSP-García Costa, PSP-Estévez Boero, PSLN, PSU, Confederación Socialista).
Al impacto del apoyo de la clase obrera al peronismo, se sumó a partir de 1959 el impacto de la Revolución Cubana y el surgimiento de una nueva izquierda orientada hacia una estrategia insurreccionalista.
Una primera división del PS, congregó a los socialista antiperonistas en el Partido Socialista Democrático liderado por Américo Ghioldi, mientras que los socialistas que eran partidarios de acercarse al peronismo se congregaron en el Partido Socialista Argentino (PSA), con líderes históricos como Alfredo Palacios y Alicia Moreau de Justo. A partir de 1959, dentro del PSA, comenzó a diferenciarse el sector de tipo socialdemócrata, moderado y partidarios de una estrategia electoralista, identificado con los líderes históricos, del sector juvenil del partido, con una postura radicalizada «izquierdista», identificada con la Revolución Cubana y el Che Guevara, partidario de una estrategia «revolucionaria» y frentista, cuyos principales referentes fueron David Tieffenberg, Abel Latendorf, Pablo Giussani y Elías Semán.
A fines de 1960 el ala juvenil «izquierdista» logró desplazar a Alicia Moreau de Justo de la dirección del histórico periódico partidario La Vanguardia, siendo designado como director David Tieffenberg. El sector se vio aún más fortalecido cuando a comienzos de 1961, Alfredo Palacios optó por una propaganda «cubanista», para promover su candidatura como senador nacional por la Ciudad de Buenos Aires, en la que resultó ganador. A tal fin el sector juvenil tejió alianzas con comunistas, izquierdistas desencantados de Frondizi y peronistas revolucionarios.
Dos meses después el grupo de izquierda ganó las elecciones internas del PSA, causando la división del partido: el sector moderado se denominó PSA «Casa del Pueblo», mientras que el sector izquierdista se denominó PSA «de Vanguardia» y designó como secretario general a David Tieffenberg. Entre los referentes del PSAV se encontraban Elías Semán, Pablo Giussani, Alexis Latendorf, Héctor Polino, Elisa Rando, Leopoldo Portnoy, Andrés López Accotto y José Luis Romero.
El PSAV reemplazó el objetivo de constituir un «Frente de Trabajadores» que proponía el PSA, por la conformación de un «Frente de Liberación Nacional», con el fin de construir un «nacionalismo de izquierda que realice la simbiosis -entre socialismo y nacionalismo», y se definió como partido “socialista, latinoamericano y fidelista”. Con respecto a la relación entre el socialismo y el peronismo, lo consideró un «desencuentro histórico» que marginó al socialismo «de la realidad de las masas», razón por la cual «toda la izquierda argentina contesta al impacto del peronismo y se autocritica” y da nacimiento a una “nueva izquierda”». Además, el Congreso tomó la decisión de definir al partido como “organización marxista-leninista” y desafiliarlo de la Internacional Socialista.
La política de acercamiento al peronismo, llevó a que en las elecciones a gobernador de la Provincia de Buenos Aires de 1962, el PSAV apoyara la lista peronista encabezada por el sindicalista Andrés Framini. La anulación de las elecciones, el golpe de Estado contra Frondizi y su detención, fortaleció la postura que promovía la vía armada, potenciando el acercamiento del PSAV con Cuba. Por su parte, el grupo de  Elías Semán tomó contacto directo con el Che Guevara y participó de un campamentos de adiestramiento guerrillero en 1962.
Hacia 1963 apareció una corriente crítica de la línea política del partido liderada por David Tieffenberg y Elías Semán, que sostenía que la política frentista con el peronismo había fracasado, debido a que el peronismo sostenía que el frente de liberación nacional debía incluir al frondizismo, la democracia cristiana y los conservadores populares, apartándose de la idea de un frente de izquierda. Sostenían que el PSAV debía ganar independencia. La mayoría del Comité Nacional, referenciado en Abel Latendorf, sostenía que el peronismo era la fuerza mayoritaria del Frente de Liberación Nacional, y que había que participar en el mismo, apoyando a los sectores de la izquierda peronista, enfrentados con la derecha peronista liderada por el sindicalismo vandorista.
En octubre de 1963 se produjo una confusa crisis partidaria y el PSAV se dividió en dos secretarías: una encabezada por Alexis Latendorf y la otra a cargo de David Tieffenberg. 
- En el PSAV Secretaría Latendorf permaneció la mayoría de la Dirección Nacional -Enrique Hidalgo, Ricardo Monner Sans, Pablo Giussani- y los dirigentes regionales del interior. Profundizó sus relaciones con la izquierda peronista -particularmente con el Movimiento Revolucionario Peronista (MRP) y el Movimiento Nacionalista Revolucionario Tacuara (MNRT). Meses después adoptó el nombre de Partido de la Vanguardia Popular (PVP). En 1966 integró la delegación argentina que participó en La Habana de la Conferencia Tricontinental. Se disolvió de hecho en 1970 cuando un sector encabezado por Manuel Dobarro ingresó al peronismo.[2]

- En el PSAV Secretaría Tieffenberg permaneció el grupo de Semán en la Capital Federal y algunos grupos de la provincia de Buenos Aires.[2] Hacia 1964, Semán reemplazó a Tieffenberg en la conducción, adoptando una postura abiertamente maoísta, crítica tanto del peronismo como del Partido Comunista que había cuestionado el stalinismo. Participó en la red de apoyo al Ejército Guerrillero del Pueblo (EGP), que ya había ingresado a Salta. Se vinculó con el Partido del Trabajo (PT), el Movimiento de Izquierda Revolucionaria Argentina (MIRA) y Vanguardia Revolucionaria (VR). A partir de abril de 1965 el grupo adoptó el nombre de Vanguardia Comunista (VC).[2]